# Brood (Marvel)
De Brood zijn een buitenaards ras in de Marvel Comics Dit ras bestaat uit wesp/mier-achtige geleedpotigen en heeft een okergroene huidskleur. De gemiddelde lengte is rond de één meter vijftig en het gewicht is meer dan die van een mens. Alle leden van dit ras zijn parasitair. Dit ras kwam voor het eerst voor in Uncanny X-Men #155 (1982).

## Organisatie
Dit ras organiseert zich als een wespenkolonie. Er is één koningin, die eieren legt in andere wezens. Hieruit komt een brood, een werker of een dar, met de gaven en vaardigheden van het slachtoffer. De brood is dan ook zeer geïnteresseerd in de meer speciale leden van een te veroveren populatie, met name in mutanten.

## Thuiswereld
Dit ras vertegenwoordigt samen met de Dire Wraiths de onderkant van het Universum. Door de aard van dit ras is het mobiel en niet aan een planeet gebonden. Het kan dus zijn dat Galactus hun thuiswereld nog niet is tegengekomen.

## Uiterlijk
De Brood-dar en werker hebben een gekromd reptiel- of insectachtig lichaam, met zes korte poten aan de thorax en twee stekels aan het abdomen, wespachtige vleugels en een hoofd als dat van een bidsprinkhaan. Hun huid is extreem taai en hun bloed is zuur, de stekels dragen verlammend gif.
De Koningin is enorm en meer wesp- of spinachtig. Haar achterlijf is enorm, maar ondanks haar grootte is ze toch verraderlijk snel. Ze impregneert haar slachtoffers met de tong. De eieren nestelen zich in de maagstreek en komen na een aantal dagen uit. De gastheer verandert nu met extreem veel pijn in een nieuwe broed en sterft.